# Pseudarthromerus
Pseudarthromerus is een geslacht van hooiwagens uit de familie Sclerosomatidae.
De wetenschappelijke naam Pseudarthromerus is voor het eerst geldig gepubliceerd door Karsch in 1892. 

## Soorten
Pseudarthromerus is monotypisch en omvat slechts de volgende soort:
- Pseudarthromerus spurius